# Italië op het Eurovisiesongfestival 1979
Italië deed mee aan het Eurovisiesongfestival 1979 in Jeruzalem (Israël). Het was de vierentwintigste deelname van het land.

## Nationale selectie
Net zoals de voorbije jaren koos de RAI, de Italiaanse nationale omroep hun kandidaat voor het Eurovisiesongfestival intern te kiezen.
Er werd gekozen om de kandidaat intern te kiezen. Er werd gekozen voor Matia Bazar met het lied Raggio di luna.

## In Jeruzalem
In Jeruzalem moest Italië aantreden als tweede net na Portugal en voor Denemarken.
Op het einde van de puntentelling bleek dat Matia Bazar op een 15de plaats was geëindigd met 27 punten.
Nederland en België hadden geen punten over voor deze inzending.

### Gekregen punten

#### Finale
| 12 punten | 10 punten | 8 punten                      | 7 punten | 6 punten |
| --------- | --------- | ----------------------------- | -------- | -------- |
|           |           | - Finland - Portugal - Spanje |          |          |
| 5 punten  | 4 punten  | 3 punten                      | 2 punten | 1 punt   |
|           |           | - Noorwegen                   |          |          |

### Punten gegeven door Italië

#### Finale
Punten gegeven in de finale:
| 12 punten | Spanje              |
| 10 punten | Frankrijk           |
| 8 punten  | Verenigd Koninkrijk |
| 7 punten  | Finland             |
| 6 punten  | Portugal            |
| 5 punten  | Ierland             |
| 4 punten  | Oostenrijk          |
| 3 punten  | Noorwegen           |
| 2 punten  | Monaco              |
| 1 punt    | Duitsland           |

1956 · 1957 · 1958 · 1959 · 1960 · 1961 · 1962 · 1963 · 1964 · 1965 · 1966 · 1967 · 1968 · 1969 · 1970 · 1971 · 1972 · 1973 · 1974 · 1975 · 1976 · 1977 · 1978 · 1979 · 1980 · 1981-1982 · 1983 · 1984 · 1985 · 1986 · 1987 · 1988 · 1989 · 1990 · 1991 · 1992 · 1993 · 1994-1996 · 1997 · 1998-2010 · 2011 · 2012 · 2013 · 2014 · 2015 · 2016 · 2017 · 2018 · 2019 · 2020 · 2021 · 2022 · 2023 · 2024 · 2025